# Fjellsjøkampen
Der Fjellsjøkampen ist ein 812,238 moh. hoher Berg in Norwegen. Er stellt die höchste Erhebung der Provinz Akershus dar und gehört zur Kommune Hurdal. Der zweithöchste Berg der Provinz ist der nur 7 cm niedrigere Lushaugen.
Er befindet sich im Zentrum des Kommungebiets, in unmittelbarer Nähe der Grenze zur Provinz Innlandet und wird umgeben vom Fjellsjøkampen Naturreservat. Der Ort Hurdal befindet sich etwa 8 km südöstlich des Berges. Die Schartenhöhe des Fjellsjøkampen beträgt 108,738 m, die Dominanz gegenüber dem nächsthöheren Berg, beträgt etwa 2,45 km. Der Normalweg führt von der Ortschaft Gjødningsætra in etwa einer Stunde auf den Gipfel. Eine weitere gängige Route beginnt in Rognlisaga im Norden der Kommune Hurdal. Auf dem Berggipfel befindet sich ein 8 m hoher Aussichtsturm, der bei klarem Wetter eine Fernsicht bis zum Gaustatoppen sowie dem Rondane-Gebirge und dem Jotunheimen-Gebirge ermöglicht.